# 렌트 (뮤지컬)

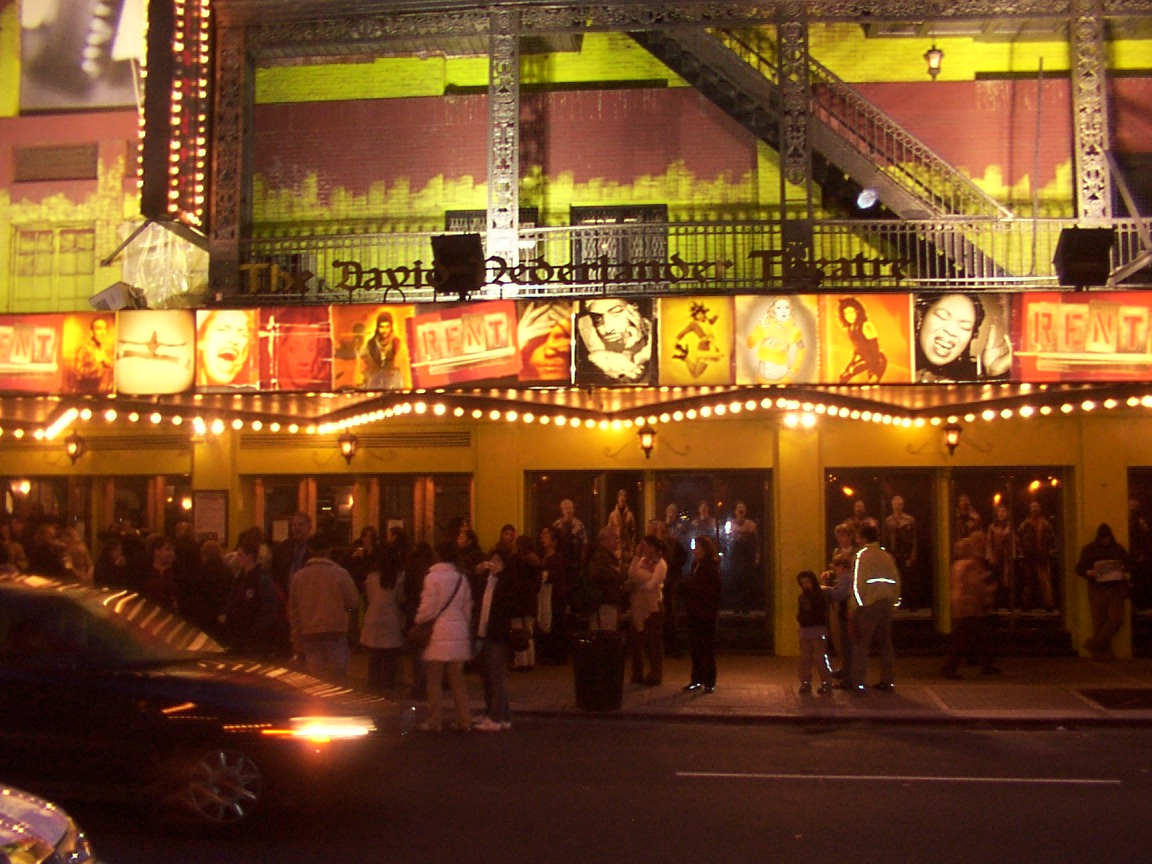

렌트(Rent)는 미국의 뮤지컬이다. 뮤지컬 ‘렌트’는 푸치니의 오페라 ‘라보엠’을 현대화한 작품으로, 1996년 브로드웨이에서 처음 공연돼 큰 호응을 얻었다. 상연된 해 연극 부문으로 퓰리처상을 수상하였다.

## 개요
젊은 작곡가 ‘로저’와 클럽댄서 ‘미미’의 사랑 이야기를 중심으로 미국 뉴욕 이스트빌리지에 모여사는 가난한 젊은 예술가들의 꿈과 열정, 그리고 삶에 대한 희망을 그렸다. 에이즈 동성애 마약중독 등 파격적인 소재가 등장하고, 그에 맞는 록 탱고 가스펠 등 다양한 음악 장르가 총동원된다.